# Reinaldo Navia
Reinaldo Marcelinho Navia Amador (Quilpué, 10 maggio 1978) è un ex calciatore cileno, di ruolo attaccante.

## Carriera

### Club
Arrivò in Messico nel 2001, ingaggiato dal Tecos per la stagione estiva, finendo il campionato con 9 gol in 19 presenze. In due anni segna 32 gol col Tecos, prima di andare al Monarcas Morelia per il campionato di Clausura 2003. Con la nuova squadra segna 26 gol, prima di trasferirsi al Club América. Nel campionato di Clausura del 2004 segnerà 13 gol con l'América ma causa infortuni ripetuti nel campionato di Apertura mette a segno solamente 2 reti.
Viene poi ingaggiato dal Monterrey alla fine del torneo di Apertura 2005. Dopo il campionato di Apertura 2006, in cui realizza 3 reti, si trasferisce al San Luis all'inizio del campionato di Clausura 2006. In questa stagione mette a segno 6 gol in 20 apparizioni. Appena dopo il termine del campionato di Clausura del 2006 si trasferisce all'Atlas per essere a disposizione della squadra nel campionato di Apertura 2007.
Nel luglio 2008 firma un contratto di un anno con la LDU di Quito giocando nel campionato nazionale in Ecuador, nella Copa Sudamericana e nella FIFA Club World Cup. Dopo una breve parentesi in patria nel Santiago Morning, dal febbraio 2010 Navia si allena con i New England Revolution squadra militante nella Major League Soccer statunitense.
Nell'estate del 2010 si trasferisce al Club Deportivo Irapuato squadra militante nella serie cadetta messicana, insieme all'altra leggenda messicana Cuauhtémoc Blanco, indossando la maglia numero 9. Dopo 10 presenze e 3 gol, il 9 marzo 2011 passa al Ñublense. Debutta il 13 marzo contro l'Universidad Católica e nella partita successiva realizza su calcio di rigore il gol partita contro l'Unión San Felipe.

### Nazionale
Navia è anche un perno fondamentale dell'attacco della nazionale Cilena, dove ha ereditato da Iván Zamorano la maglia numero 9. In nazionale ha debuttato il 17 febbraio 1999 nel match contro il Guatemala.
Ha partecipato alle Olimpiadi di Sidney 2000 conquistando uno storico bronzo.
È ricordato soprattutto per un rigore realizzato contro il Brasile in una partita valevole per le qualificazioni ai mondiali nippo-coreani del 2002, che consentì alla nazionale di casa di pareggiare proprio nei minuti finali.